# Poiana Mănăstirii, Iași
Poiana Mănăstirii este un sat în comuna Țibana din județul Iași, Moldova, România.